# Авдеев, Николай Николаевич (историк)
Никола́й Никола́евич Авде́ев (29 августа 1879 — 18 апреля 1926) — активный деятель революционного движения в России, историк, педагог. Член РСДРП(б)/РКП(б)/ВКП(б) с 1905 года.

## Биография
В 1879 — родился в городе Козлове Тамбовской губернии в купеческой семье.
В 1895 — вошёл в марксистский кружок, созданный рабочими железнодорожных мастерских.
В 1899 — окончил Тамбовскую гимназию и поступает на физико-математический факультет Харьковского университета.
В 1900 — был арестован за распространение воззваний: «Голос революционера» и выслан в Козлов под надзор полиции.
В 1901 — вместе с братом Михаилом принял участие в организации в Козлове тайной «Типографии свободной прессы» для 
эсеров и социал-демократов.
С 7 на 8 сентября снова арестован.
В 1902 — выпущен под особый надзор полиции и скрылся.
В 1903 — арестован в Москве. Провал группы Авдеева-Сладкопевцева.
В 1904 — приговорён к двум годам тюремного заключения и высылке на пять лет в Архангельскую губернию.
В 1905 — освобождён по амнистии и работает в Екатеринославе и на Екатерининской железной дороге в качестве пропагандиста, агитатора и члена Екатеринославского комитета РСДРП от фракции большевиков.
В 1906 — арестован и сослан в Тобольскую губернию, но бежит в Москву и работает там в 1906—1907 годах ответственным пропагандистом железнодорожного района.
В 1908—1913 — ведет усиленную пропаганду среди учащихся Московского Университета, студентом которого в это время является.
В 1915 — работает преподавателем Тюменского частного коммерческого училища.
После революции — входил в группу социал-демократов интернационалистов, состоял председателем ревизионной комиссии Тюменского Совета. Руководил рабочей газетой «Наш путь» .
В 1917 — редактировал Тюменскую газету «Рабочая правда»
В 1918 — в декабре — после падения в городе советской власти был арестован, но вскоре отпущен.
В 1919 — 13 марта — снова арестован колчаковцами вместе с женой Ольгой Дилевской. Оба расстреляны. Жена погибла, а тяжелораненному Николаю Авдееву удаётся спастись. На следующий день он сдаётся властям и до 26 июля содержится в тюремной больнице. Затем выпущен на поруки и принудительно эвакуирован в Тобольск, где ему удалось остаться до прихода Красной Армии.
После выздоровления — работает в Москве. Является сначала научным сотрудником, а потом начальником подотдела сбора и научной обработки материала и редактором Истпарта, членом коллегии Центрархива и одним из организаторов Общества историков-марксистов .
В 1923—1925 — издаёт свой основной труд: два тома хроник революции и ряд статей в «Пролетарской революции»"  и других изданиях.
В 1926 — 18 апреля — скоропостижно скончался. Похоронен на Новодевичьем кладбище.

## Память
- Киперман А. Я., Окатов Н. А., Шпаковский В. В. и др. Очерки истории Тамбовской организации КПСС / Науч. ред. Н. А. Окатов. — Воронеж: Центрально-Чернозёмное книжное издательство, 1984. — С. 11, 15. — 503 с.
- Махнова Г. П. У истоков советского источниковедения (о научной деятельности Н. Н. Авдеева) // Археографический ежегодник : журнал. — 1972. — № за 1971 год. — С. 212—218.
- Нелидов Н.И. Николай Николаевич Авдеев (некролог) // Историк-марксист : журнал. — 1926. — № 1. — С. 288—289.
- Никулин, И. С. Товарищ Алексей // Зори мичуринские. — Воронеж: Центрально-Чернозёмное книжное издательство, 1979. — С. 42—58. — 191 с.
- Покровский М. Н. Н. Н. Авдеев как историк //  Пролетарская революция : журнал. — 1926. — № V (52). — С. 217—221.
- Савельев М. А. Н. Н. Авдеев // Известия : газета. — 1926. — № 90.
- Ярославский Е. М.. Памяти Н. Н. Авдеева // Правда : газета. — 1926. — № 90.

## Труды
• Авдеев Н. Н. Революция 1917 года. Хроника событий. — М.— Пг.: Госиздат, 1923. — Т. I–II.
• Авдеев Н. Н. В кровавом омуте. Воспоминания о лично пережитом //  Молодая Гвардия  : журнал. — 1923. — № IV–V(11–12). — С. 321—334.
• Авдеев Н. Н. Первые дни Февральской революции (Хроника событий) //  Пролетарская революция : журнал. — 1923. — № I(13). — С. 3—49.
• Авдеев Н. Н. Рецензия о книге: Материалы по истории Екатеринославской социал-демократической организации //  Пролетарская революция : журнал. — 1925. — № I(36). — С. 251—252.